# 狭叶虎皮楠
狭叶虎皮楠（学名：Daphniphyllum angustifolium）为虎皮楠科虎皮楠属下的一个种。

## 扩展阅读
- 維基物種上的相關：狭叶虎皮楠